# スポーツと体育の国際年
スポーツと体育の国際年（スポーツとたいいくのこくさいねん）とは、国際連合により制定された国際年のひとつ。2003年11月に行われた国連総会決議によって、2005年をスポーツと体育の国際年とすることが決まった。これはスポーツを通して教育、健康、開発、平和などの促進を目指す目的で制定されている。